# 오카노 이사오
오카노 이사오(일본어: 岡野 功, 1944년 1월 20일~)는 일본의 유도 선수로 1964년 하계 올림픽 미들급에서 금메달을 획득했다.

## 경력
이바라키현 류가사키시에서 태어나 주오 대학 법학대학원에 재학 중 국가대표로 발탁되었다. 1964년 일본 도쿄에서 열린 1964년 하계 올림픽 미들급에서 서독의 볼프강 호프만을 꺾고 우승하였다.
이듬해인 1965년 10월 브라질 리우데자네이루에서 열린 1965년 세계 선수권 대회에서 야마나카 겐이치를 꺾으며 우승을 차지했고, 1967년과 1969년 전일본 유도 선수권 대회에서 무제한급 부문 우승하였으며, 1968년 전일본 선수권 대회에서는 2위를 하였다. 25세의 나이로 유도에서 은퇴한 오카노는 1970년 지금의 류쓰케이자이 대학의 유도팀인 쇼키 주쿠를 창단하였다.
1976년 캐나다 몬트리올에서 열린 1976년 하계 올림픽에서는 코치를 맡았고 후에 게이오기주쿠 대학(1989년~1998년)과 도쿄 대학(1989년~2000년)의 유도 강사로 일하다가, 류쓰케이자이 대학의 유도 강사와 교수를 지냈다.

## 같이 보기
- 올림픽 유도 메달리스트 목록